# Arrowsmith (Film)
Arrowsmith ist ein US-amerikanisches Filmdrama des Regisseurs John Ford aus dem Jahr 1931. Das Drehbuch basiert auf dem Roman Dr. med. Arrowsmith von Sinclair Lewis.

## Handlung
In einem Prolog zum Film lenkt eine junge Frau einen Planwagen nach Westen.
Martin Arrowsmith ist der Urenkel dieser Frau. Von ihrem Pioniergeist beeinflusst, beginnt er Medizin zu studieren. Als junger Arzt hegt er den Wunsch als Forscher tätig zu werden. Doch die Heirat mit der Krankenschwester Leora Tozer verhindert, dass er die gleiche Stellung erreicht, wie sein Vorbild Professor Max Gottlieb. Stattdessen zieht er mit seiner Frau in ihr kleines Landhaus in Minnesota. Martin wird zu einem Landarzt.
Martins Leben ist von Routine bestimmt. Dennoch beschäftigt er sich mit der Erforschung von Krankheiten und entdeckt ein Serum zur Heilung einer Tierkrankheit. Diese Entdeckung bringt ihn an das McGurk Institut in New York, wo er mit Professor Gottlieb zusammenarbeiten kann. Leora erleidet eine Fehlgeburt, unterstützt aber Martin weiter in seiner Karriere, auch wenn der oft lange Zeit abwesend ist.
Durch seinen Freund Gustav Sondelius erfährt Martin von einer Seuche, die die westindischen Inseln heimsucht. Martin testet ein neues Serum und verspricht Gottlieb, nur die Hälfte der Patienten damit zu impfen, damit die Ergebnisse wissenschaftlich verwertbar sind. Leora begleitet ihren Mann auf die Inseln. Die weißen Einwohner der Inseln verweigern sich den Tests. Die eingeborenen Bewohner kooperieren jedoch mit Martin. Sie werden von dem auf der Howard-Universität ausgebildeten einheimischen Arzt Dr. Oliver Marchand überzeugt.
Bald muss Martin zu einer anderen Insel aufbrechen und Leora zurücklassen. Auf dieser Insel lernt er den Plantagenbesitzer Lanyon und dessen Tochter Joyce kennen, die ihm bei der Impfung helfen. Sondelius erliegt der Seuche, auch Marchand ist erkrankt. Martin eilt auf die Hauptinsel. Er ist besorgt, dass auch Leora infiziert sein könnte. Als er auf der Hauptinsel eintrifft, ist seine Frau tot. Martin ertränkt seine Trauer in Alkohol. Er gibt sein Serum freiwillig jedem, der danach fragt und zerstört damit die wissenschaftlichen Erkenntnisse.
Als Martin nach New York zurückkehrt, erleidet Gottlieb einen Schlaganfall. Martin entschließt sich mit seinem Assistenten Terry Wickett nach Vermont zu ziehen, um dort ein Labor zu eröffnen. Joyce will ihn als Freundin begleiten, doch Martin verlässt sie. Er will seine Zukunft nur noch mit Forschungen verbringen und geistig bei seiner toten Frau sein.

## Kritiken
Mordaunt Hall von der New York Times beschreibt den Film als intelligent und kraftvoll. Die höchst lobenswerte Adaption strahle in ihrer Charakterisierung und ihrer vernünftigen Art und Weise.
Der Classic Film Guide dagegen hält den Film für den einen der schwächeren nominierten Vertreter in der Oscar-Kategorie „Bester Film“ aus dem Jahr. Ausstattung und Kameraführung gäben dem Film eine Stummfilmqualität, aber die Stummfilmstars und der Hauptdarsteller seien falsch besetzt.

## Auszeichnungen
1932 wurde der Film in den Kategorien Bester Film, Bestes Drehbuch, Beste Kamera und Beste Ausstattung (Richard Day) für den Oscar nominiert.

## Hintergrund
Die Uraufführung fand am 7. Dezember 1931 in New York statt. In Deutschland wurde der Film bislang nicht gezeigt.
In kleinen Nebenrollen sind Ward Bond und John Qualen zu sehen.
Die Verfilmung des Romans, für den Sinclair Lewis 1925 den Pulitzer-Preis gewann, war für John Ford die erste Regiearbeit, die er nicht für sein Studio 20th Century Fox drehte. Produzent Goldwyn lieh sich den als Westernregisseur bekannten Filmemacher extra für dieses Projekt aus.